# Francis Fehr
Pour les articles homonymes, voir Fehr.
Francis Fehr (né le 14 décembre 1935 et décédé le 22 octobre 2023) est un cinéaste français.

## Biographie
Il est notamment l'auteur de Pauline et l'ordinateur, long-métrage (sélection Perspectives du Cinéma français — Festival de Cannes 1979), de Roue libre (1982) dans le cadre de la manifestation "Un été au ciné" (pilotée par le CNC), ainsi que de documentaires souvent remarqués, dont Papiers d'Arménie, Charleston et compagnie, la Danse au cœur ou Malika B...une journaliste sous menaces de mort...
Il a également écrit et réalisé des téléfilms, entre autres la Lanterne des morts, Noctuailes (grand prix européen de télévision 1985), Le crime de Médée n'aura pas lieu et le Miroir aux alouettes.
Il a tourné le film la Danse enfermée à la prison des femmes des Baumettes (sélectionné pour les Festivals des grands documentaires de Marseille 2006, Seine-Saint-Denis 2007 et Amiens 2007, Nuits du documentaire 2007 au Club de la presse à Marseille).
Il a publié un récit, Malika d'Alger, livre paru en 1996 aux éditions du Rocher, et un roman Le Miroir aux alouettes écrit avec William Renard à la suite de l'opération "Écrire enfermé" qu'il a initiée au Centre de détention pour longues peines de Liancourt (1995-1999), et du court métrage Dans le bocal écrit et réalisé en détention avec des personnes détenues (diffusion programmes courts Canal+). Il est également l'auteur d'une contribution intitulée "Images d'un repérage" dans Bodream ou rêve de Bodrum de Jean-Pierre Thiollet (Anagramme éditions, 2010). 
Son dernier livre, La boîte à mensonges, paru en 2011 aux Éditions Praelego, est un saut dans le temps et dans les coulisses de la télévision où deux intrigues sont contées.
Il est l'époux de la danseuse et professeur d'histoire de la danse Virginie Garandeau.

## Filmographie
- Pauline et l'ordinateur (1978)
- Marie Cavale (1979), avec notamment France Anglade et Michel Creton.
- Le Docteur Miracle : la répétition générale, avec notamment Bonnafet Tarbouriech (1981)
- La Rivière perdue (1982)
- Bagatelle d'après Offenbach (1983)
- La Lanterne des morts (1984), avec notamment Monique Chaumette, Christian Barbier et Michel Vitold.
- Noctuailes (1985)
- Le Crime de Médée n'aura pas lieu (1988 - La Ruée ver l'Art)
- Boudiaf...l'espoir assassiné (1999)
- Le Miroir aux alouettes (1999), avec notamment Marie Bunel, Françoise Bertin, Patrick Lambert et Maurice Chevit[2].
- Roue libre (2000)
- Algérie regards de femme (2004)
- On aime trop la vie (2004)
- La Danse enfermée (2006)